# دیوما (شهرستان چیشمینسکی، باشقیرستان)
دیوما (انگلیسی: Dyoma, Chishminsky District, Republic of Bashkortostan) یک شهرک در شهرستان چیشمینسکی در استان باشقیرستان کشور روسیه است.